# Sprakensehl
Sprakensehl ist die nördlichste Gemeinde im Landkreis Gifhorn in Niedersachsen. Sie ist Mitgliedsgemeinde der Samtgemeinde Hankensbüttel.

## Geografie
Die Gemeinde Sprakensehl liegt auf der Wasserscheide zwischen dem Flusssystem der Elbe und dem Flusssystem der Weser: Zwei Kilometer westlich des Ortsteils Bokel entspringt die Stederau, der östliche Quellfluss der Ilmenau, die durch Lüneburg fließt und bei Hoopte in die Elbe mündet, gegenüber den Hamburger Vierlanden. Westlich des Ortsteils Blickwedel entspringt der Bach Schmalwasser, dessen Wasser in die Aller und durch diese in die Weser gelangt.
Die umfangreichen Wälder im Gemeindegebiet stehen im Zusammenhang mit dem Lüßwald und gehören mit diesem zur Lüneburger Heide, die trotz ihres Namens eines der größten zusammenhängenden Waldgebiete Deutschlands bildet.
Der Kernort Sprakensehl liegt an der Bundesstraße 4, die ihn nordwärts über Uelzen mit Lüneburg verbindet, und südwärts über Gifhorn mit Braunschweig.
Knapp westlich des Gemeindegebietes verläuft die Bundesstraße 191, die von der B 4 nach Südwesten abzweigt und so Uelzen mit Celle verbindet.
Westlich grenzt die Gemeinde Sprakensehl an nordöstliche Ausläufer des Gemeindegebietes von Eschede, Landkreis Celle, nördlich an Wrestedt und östlich an Lüder, beide Landkreis Uelzen.

## Etymologie

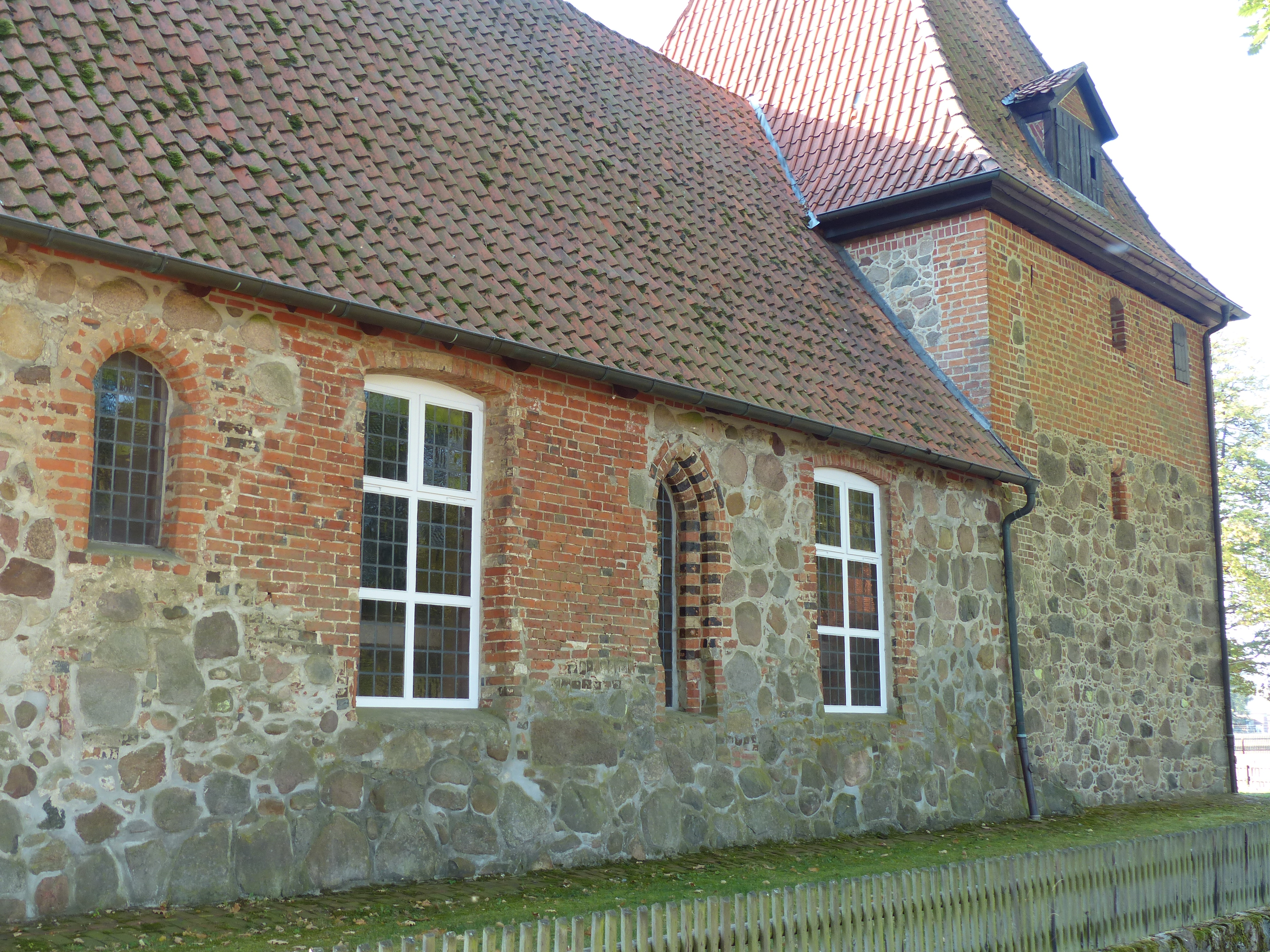
Ev. Christophoruskirche in Sprakensehl, das mittlere Fenster gotisch mit der ursprünglichen Fassung in rotem und in dunkel glasiertem Backstein

Sprakensehl, früher sprakensele, setzt sich aus den Bestandteilen „-sele“, was so viel heißt wie „kleiner Teich, Tümpel“ und „sprok“, was „Gebüsch oder Gestrüpp“ bedeutet. Daraus ergibt sich die Bedeutung Gebüsch-/Gestrüppteich.

## Gemeindegliederung
Zur Gemeinde Sprakensehl gehören neben dem Kernort sechs weitere Ortsteile:

### Behren
Behren liegt nordöstlich von Sprakensehl. Behren ist der Sitz der holzverarbeitenden Firma Erich Scheerer GmbH, deren Betriebsgelände einen großen Teil des Dorfgeländes einnimmt und die mit rund 90 Beschäftigten der größte Arbeitgeber in der Gemeinde ist. Für Freizeitaktivitäten stehen ein Bolz- und Spielplatz zur Verfügung. Regelmäßige Feste finden nicht statt.

### Blickwedel
Blickwedel liegt westlich von Sprakensehl. Das Dorfbild ist von einigen Bauernhöfen und Ferienhäusern geprägt. Dazu liegt ein Teil des Dorfes im Wald, was ein friedliches und schönes Dorfbild ergibt. Einmal im Jahr gibt es außerhalb des Dorfes das Osterfeuer.

### Bokel

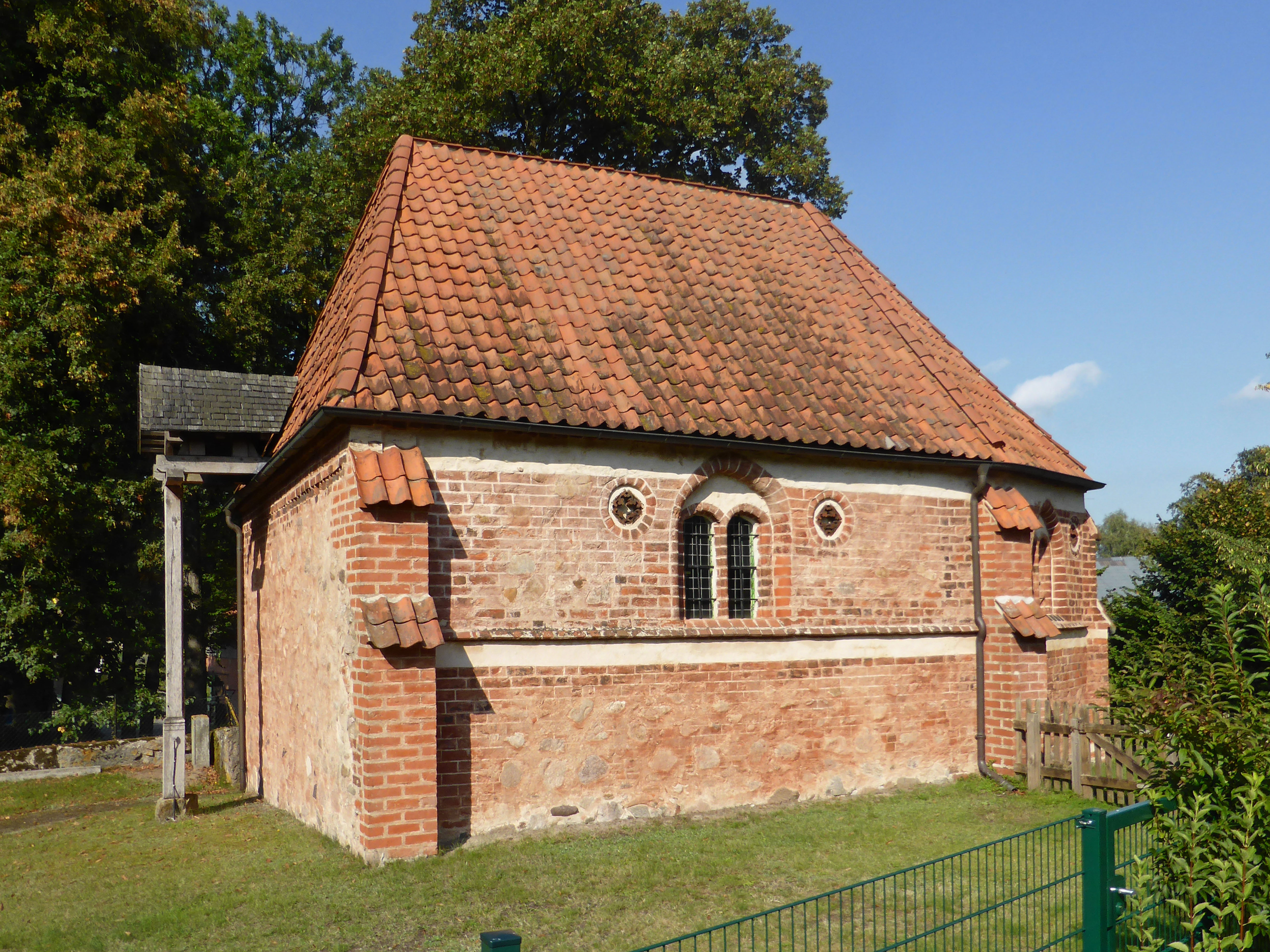
Gotische Backsteinkapelle in Bokel

Bokel liegt nordöstlich von Sprakensehl und ist von der Einwohnerzahl her das zweitgrößte Dorf.
Wirtschaftlich nimmt, wie bei den anderen Dörfern auch, die Landwirtschaft den größten Teil ein. Weiterhin gibt es in Bokel ein Heidecafe. Auch ein Seniorensitz ist in Bokel angesiedelt. Auf dem Hof Günne steht ein Treppenspeicher von 1534, er ist einer der ältesten erhaltenen Treppenspeicher der Lüneburger Heide. In der Nähe befindet sich die Bullenkuhle, ein durch Erdfall entstandener kleiner See.
Für Freizeitaktivitäten stehen ein Freibad und ein Bolzplatz zur Verfügung. Ferner bietet das umliegende Heideland viele Wandermöglichkeiten.
Die Bokeler feiern einmal im Jahr ihr Schützenfest.

### Hagen
Hagen liegt westlich von Sprakensehl und noch vor Blickwedel. Im Dorf befindet sich ein Sportplatz, wo der SC Hagen-Bokel seine Heimspiele austrägt und jährlich ein Sportfest begeht. Außerdem existiert ein Schützenverein, der einmal im Jahr sein Schützenfest feiert. Direkt am Sportplatz steht auch ein Hallenbad und im Dorf gibt es eine Gaststätte. Auch in Hagen wird viel Landwirtschaft betrieben, doch sind Bauernhöfe im Verhältnis zum übrigen Dorfbild eher weniger vorhanden. Ein anderer Wirtschaftszweig ist der Tourismus, denn es besteht die Möglichkeit, Urlaub auf dem Bauernhof zu machen. Nebenbei gibt es um Hagen schöne Wanderwege in den umliegenden Wäldern.

### Masel
Masel liegt südöstlich von Sprakensehl. Im Dorf wird hauptsächlich Landwirtschaft betrieben und es gibt eine Vielzahl von großen Bauernhöfen. Auch der Tourismus ist ein Wirtschaftszweig, denn es gibt etwas abseits vom Dorf einen Campingplatz. Eine Tischlerei ist nun seit längerer Zeit stillgelegt. Der Maseler Schützenverein feiert jährlich am 2. Maiwochenende sein Schützenfest. Prägend für das Dorfbild ist der große Dorfteich. Dort finden das Osterfest sowie in unregelmäßigen Abständen ein Teichfest oder bei entsprechender Witterung ein Eisfest mit einem Eishockeyturnier statt. Ein beliebter Treffpunkt ist der Maseler Schuppen, direkt am Dorfteich, wo oftmals Partys oder Sit-Ins veranstaltet werden.

### Zittel
Zittel liegt nördlich von Sprakensehl, direkt an der Bundesstraße 4. Der Ort besteht aus drei Häusern und einem Ehrenhain für die Opfer des Zweiten Weltkriegs aus dem Forstamt Sprakensehl.

## Geschichte

### Frühgeschichte
Auf dem Gebiet der heutigen Gemeinde Sprakensehl sind nur wenig Funde aus vorchristlicher Zeit bekannt, was vermutlich durch die geringe Zahl an Feldbegehungen bedingt ist. Funde, die mit hoher Wahrscheinlichkeit der Gemarkung Sprakensehl zugeordnet werden können, befinden sich heute im Historischen Museum Schloss Gifhorn. Dabei handelt es sich um vier Äxte, je ein Felsgestein- und Bronzebeil, sowie einen Klingenkratzer aus Flint. Das älteste Stück ist ein Trichterbecher aus Keramik, der in die Jungsteinzeit um 4000 v. Chr. datiert wurde.

### Mittelalter bis Neuzeit
Sprakensehl gehörte zunächst zum Gebiet der Billunger. Die erste urkundliche Erwähnung ist auf den 23. Oktober 1246 datiert. In Hildesheim wurden an diesem Tage zwei Urkunden in lateinischer Schrift ausgestellt, in denen der Ortsname sprakensele lautet. Der Grund für die Ausstellung war, dass die Grafen Heinrich und Otto von Lüchow das Dorf dem Kloster Isenhagen übereignen wollten. Solche Schenkungen galten damals als üblich, zumal Sprakensehl sehr weit von der eigentlichen Residenz der Grafen entfernt lag.
Die älteste Abbildung des Dorfes und seiner Umgebung befindet sich auf älteren Flurkarten, wie etwa einer Verkopplungskarte von 1846/47 oder eine Vermessung von 1754. Sprakensehl bildete im 18. Jahrhundert mit den Orten Blickwedel und Hagen das einzige Kirchspiel neben Hankensbüttel und Isenhagen in der nordwestlichen Gogräfschaft Hankensbüttel. Eine mittelalterliche Fernstraße durchquerte damals das Gebiet, wobei Hankensbüttel der wichtigste Rastort war. Diese Straße verlegte sich im Laufe der Jahre aber immer weiter nach Westen, bis sie schließlich Sprakensehl durchzog und so Suderburg und Groß Oesingen verband. Aus dieser Straße entstand 1797 die Chaussee Uelzen-Gifhorn und wurde später zur Bundesstraße 4.
Mit der preußischen Kreisverfassung am 1. April 1885 wurden die Kreise Isenhagen und Gifhorn gebildet, welche durch die Kreisreform 1932 zum Landkreis Gifhorn vereinigt wurden. Seitdem gehört die Gemeinde Sprakensehl zum Landkreis Gifhorn.
Die politische Gemeinde selbst gründete sich im Jahre 1928 aus den Dörfern Sprakensehl und Behren. Im Jahre 1965 wurden die Dörfer Masel, Hagen und Blickwedel integriert und die Samtgemeinde Sprakensehl gebildet. Gründe waren Verwaltungsvereinfachung und Kostenersparnis. Mit der letzten Reform im Jahre 1974 wurde letztlich auch noch das Dorf Bokel integriert und dieser Zusammenschluss aus den Dörfern besteht bis heute als Gemeinde Sprakensehl.

### Eingemeindungen
Am 1. März 1974 wurden die Gemeinden Blickwedel, Bokel, Hagen bei Sprakensehl und Masel eingegliedert.

### Einwohnerentwicklung

Einwohnerentwicklung von Sprakensehl von 1905 bis 2017

| Jahr               | Einwohner |
| ------------------ | --------- |
| 1. Dezember 1905 ¹ | 835       |
| 16. Juni 1925 ¹    | 892       |
| 16. Juni 1933 ¹    | 918       |
| 29. Oktober 1946 ¹ | 1678      |
| 6. Juni 1961 ¹     | 1426      |
| 31. Dezember 1989  | 1271      |
| 31. Dezember 2009  | 1301      |
| 31. Dezember 2010  | 1277      |
| 31. Dezember 2011  | 1293      |
| 31. Dezember 2016  | 1238      |
| 31. Dezember 2017  | 1235      |

¹ Volkszählungsergebnis

## Politik

### Gemeinderat
Der Rat der Gemeinde Sprakensehl setzt sich momentan aus 10 Ratsleuten zusammen, da das Mandat Grüne 2 Plätze belegt, jedoch nur eine Person auf der  Wahlliste war.
Die letzten Kommunalwahlen ergaben die folgenden Sitzverteilungen:
| Wahljahr | WGS | Grüne | SPD | CDU | Einzelbewerber | Gesamt   |
| 2021     | 9   | 2     | -   | -   | -              | 11 Sitze |
| 2016     | 3   | -     | 2   | 5   | 1              | 11 Sitze |
| 2011     | 4   | 1     | 1   | 5   | -              | 11 Sitze |
| 2006     | 4   | -     | 1   | 6   | -              | 11 Sitze |
| 2001     | 4   | 1     | 1   | 5   | -              | 11 Sitze |

### Bürgermeister
- bis 1876: Wilhelm Wienecke
- 1876–1919: Wilhelm Kaiser
- 1919–1946: Wilhelm Lüttjemann
- 1946–1951: Hermann Röling
- 1951–1961: Christoph Röling
- 1961–1972: Hans Rabeler
- 1972–1974: Gerhard Beindorff
- 1974–1976: Wilhelm Schulze
- 1976–1991: Herbert Cohrs
- 1991–2006: Wolfgang Gartzke
- 2006–2023: Christiane Fromhagen
- seit 2023: Irmgard Pfeffer

### Wappen
Die Wappenbeschreibung lautet: Ein silbernes Band (rechtsgeschrägt) teilt den Wappengrund in zwei Teile. Links oben befinden sich auf grünem Hintergrund ein silbernes Eichenblatt und eine Getreideähre. Das Wappen mit der Getreideähre ist allerdings nur ein Entwurf gewesen. Der Gemeinderat hat sich für die Version ohne Getreideähre entschieden. Rechts unten ist auf rotem Hintergrund ein Hirsch in silberner Farbe zu sehen, dessen Geweih sechs Enden aufweist. Im Schildfuß befindet sich ein dreigeteiltes silbernes Wellenband.

## Kultur und Sehenswürdigkeiten

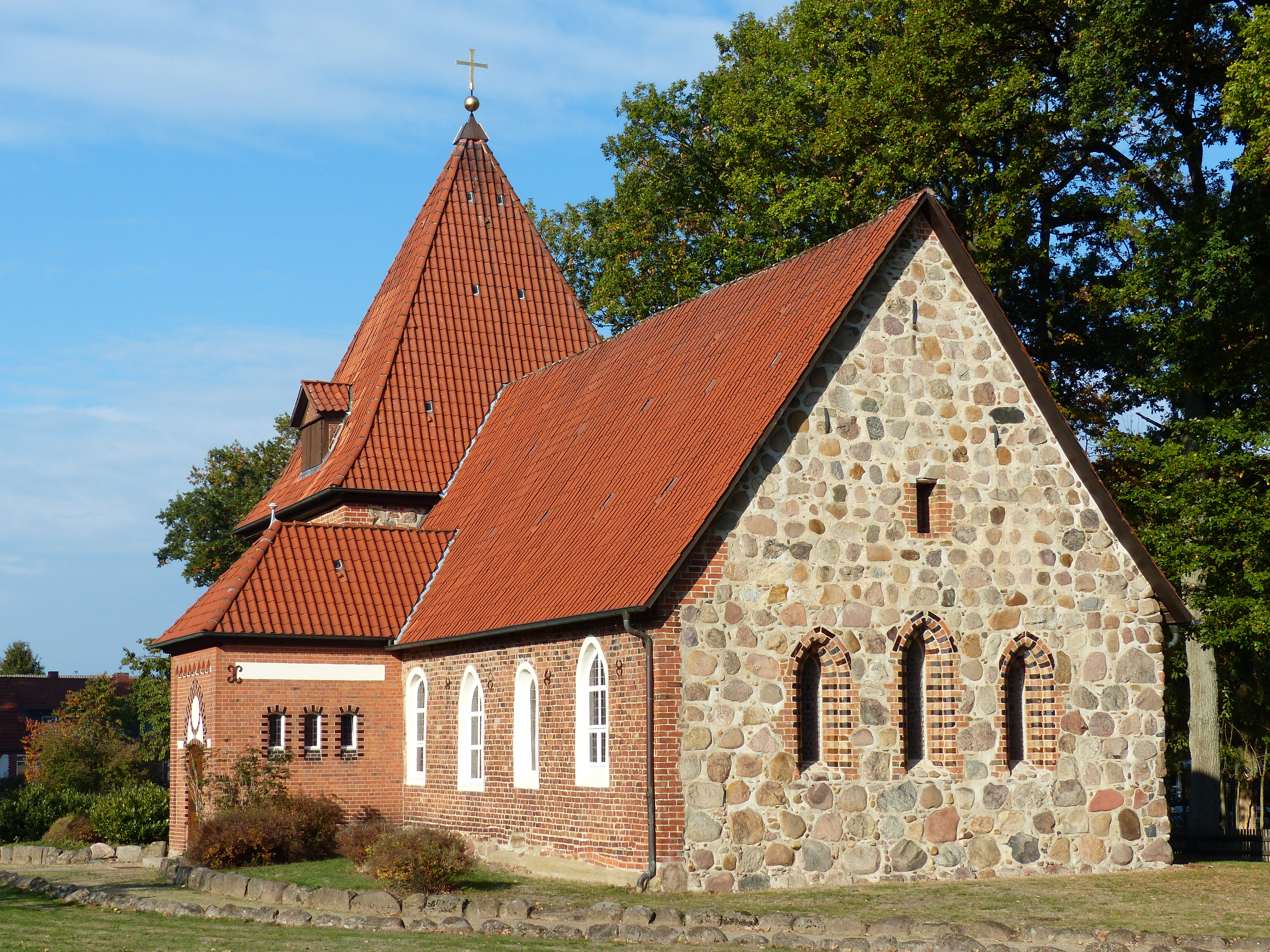
Christophoruskirche

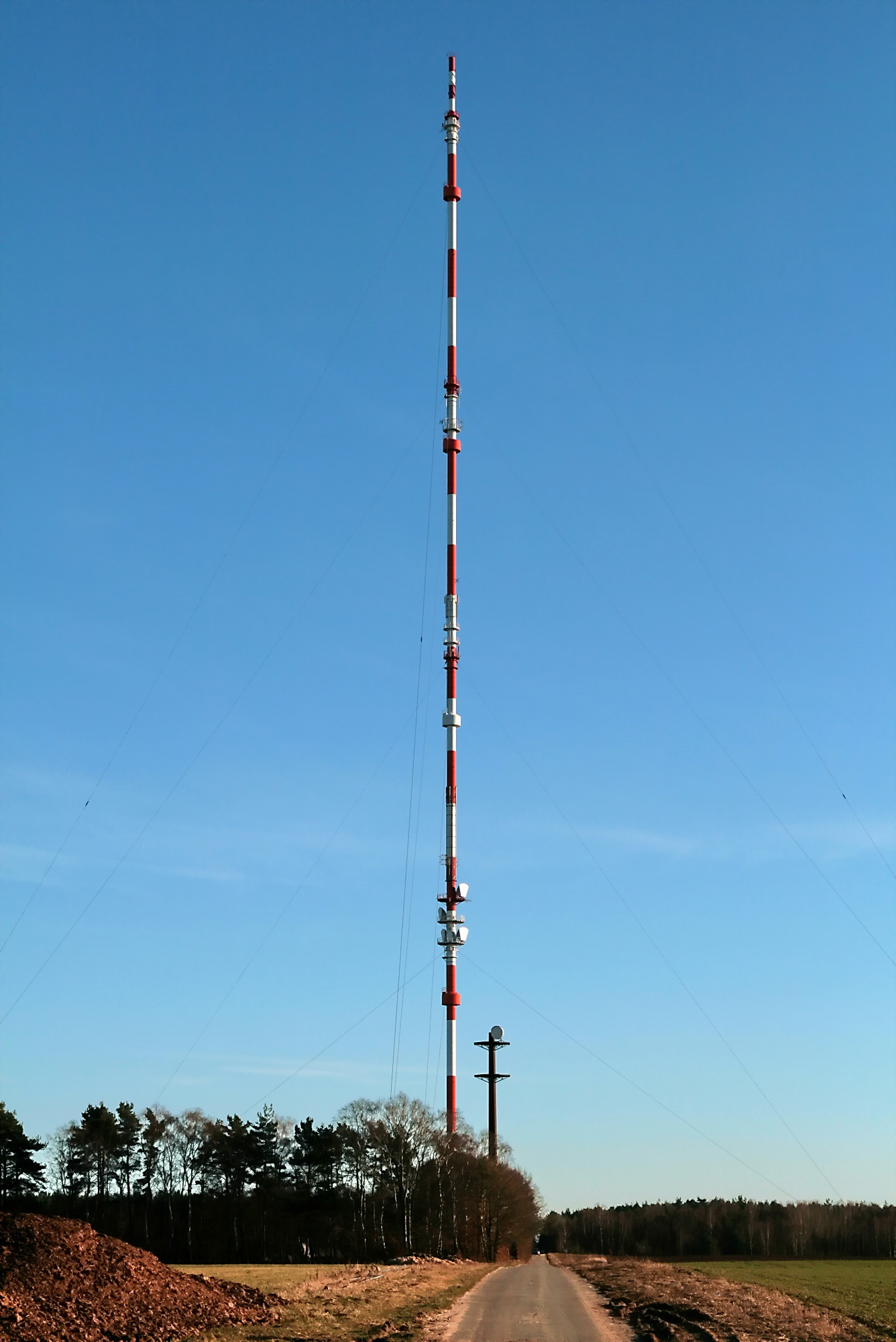
Antennenmast Behren-Bokel

### Bauwerke
Die evangelische Christophorus-Kirche in Sprakensehl, ein gotischer Rechtecksaal aus dem 14. Jahrhundert, zeigt Spuren mehrerer Zerstörungen und Wiederherstellungen. Bemerkenswert sind die 1968 freigelegten gotischen Wandmalereien und der barocke Orgelprospekt.
Sehenswert ist auch die evangelische Kapelle in Bokel. Die Kapelle wurde in den 1990er Jahren restauriert. Im Inneren befindet sich noch die ursprüngliche, handgeschnitzte Kapellentür.
In der Nähe des Ortsteils Bokel betreibt die Deutsche Telekom AG mit dem Sender Behren-Bokel eine Sendeanlage für UKW und TV. Als Antennenmast wird ein 323 Meter hoher abgespannter Stahlrohrmast verwendet, der zum Zeitpunkt seiner Errichtung 1960/61 das höchste Bauwerk in Deutschland war.

### Naturdenkmäler
- Im Westen Sprakensehls befindet sich das Naturschutzgebiet Obere Lachte, Kainbach, Jafelbach. Hier entspringt die Lachte, die bei Celle in die Aller fließt. Früher war das Gebiet von Wasser überdeckt, heute findet man ein sumpfartiges Gebiet vor.

### Sport
- SV Sprakensehl. Sparten: Fußball, Tennis, Fahrrad, Gymnastik (Herren- und Damengruppe), Jazz-Dance etc.
- SC Hagen-Bokel. Sparten: Fußball, Tischtennis, Gymnastik
- Schützenverein Masel. Sparten: LG, LP, KK 50 Meter, Sportpistole, Freie Pistole
- Schützenverein Hagen. Sparten: KK 50 Meter, LG
- Heidebad Hagen gGmbH. Sparten: Schwimmen, Rettungsschwimmen und Aquafitness sowie Präventionsangebote

### Regelmäßige Veranstaltungen
- Schützenfeste in Masel, Hagen und Bokel
- Sportfest in Sprakensehl und die Hagener Sportwoche
- Neujahrsumzug in Sprakensehl

## Wirtschaft und Infrastruktur

### Bildung
- Grundschule Sprakensehl
- Kindergarten

### Verkehr

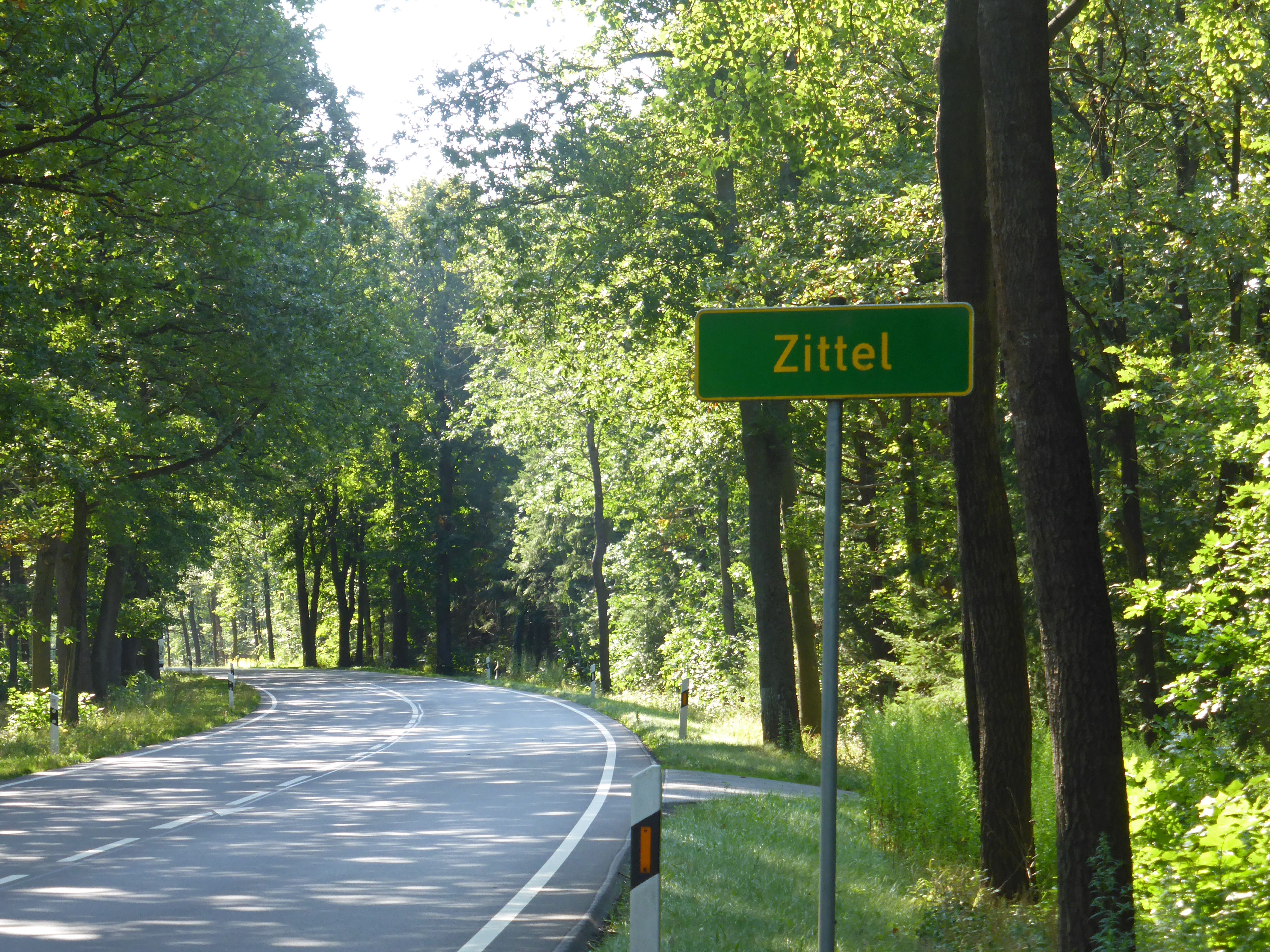
B 4 bei Sprakensehl

Die Bundesstraße 4 verläuft in Nord-Süd-Richtung durch Sprakensehl. In Sprakensehl trägt sie die Bezeichnung Hauptstraße. Sie führt im Norden über Uelzen und Lüneburg bis nach Schleswig-Holstein und im Süden über Gifhorn, Braunschweig und den Harz bis nach Bayern. Künftig soll die Bundesautobahn 39 Sprakensehl über eine Anschlussstelle bei Wittingen an das Autobahnnetz anbinden (geplante Fertigstellung ungewiss). Die Landesstraße 280 führt von Sprakensehl im Westen über Hagen bis nach Müden (Örtze) im Landkreis Celle, und im Osten über Masel bis nach Hankensbüttel. Linienbusse fahren an Schultagen von Sprakensehl bis nach Bokel und Hankensbüttel.
Aufgrund fehlender natürlicher Ressourcen und aus infrastrukturellen Gründen existiert in der Gemeinde Sprakensehl kein Luft-, Wasser- und Schienenverkehr.